# 栗色鼠尾草绒毛变型
栗色鼠尾草绒毛变型（学名：Salvia castanea f. tomentosa）为唇形科鼠尾草属栗色鼠尾草下的一个变型。

## 扩展阅读
- 維基物種上的相關：栗色鼠尾草绒毛变型